# Hoddøya

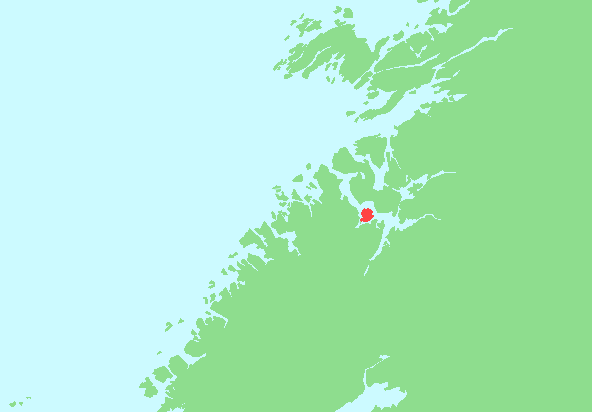
Ön Hoddøyas läge.

Hoddøya är en ö i Namsos kommun i Trøndelag fylke i Norge. Den är belägen i Namsenfjorden, cirka tio kilometer väster om staden Namsos och saknar fast förbindelse.
Ön tillhör Otterøy socken och innan 1964 tillhörde den också dåvarande Otterøy kommun.